# حمام وبازار إبراهيم خان
حمام وبازار إبراهيم خان (بالفارسية: حمام و بازار ابراهیم خان) هو حمام وبازار تاريخي يعود إلى القاجاريون، ويقع في كرمان.